# Ligue 1 (Costa d'Avorio)
La Ligue 1, nota anche come MTN Ligue 1 per ragioni di sponsorizzazione, è la massima competizione calcistica della Costa d'Avorio, creata nel 1960.

## Albo d'oro
- 1960:  Onze Frères de Bassam
- 1961:  Onze Frères de Bassam
- 1962:  Stade d'Abidjan
- 1963:  ASEC Mimosas
- 1964:  Stade d'Abidjan
- 1965:  Stade d'Abidjan
- 1966:  Stade d'Abidjan
- 1967:  Africa Sports
- 1968:  Africa Sports
- 1969:  Stade d'Abidjan
- 1970:  ASEC Mimosas
- 1971:  Africa Sports
- 1972:  ASEC Mimosas
- 1973:  ASEC Mimosas
- 1974:  ASEC Mimosas
- 1975:  ASEC Mimosas
- 1976:  Gagnoa
- 1977:  Africa Sports
- 1978:  Africa Sports
- 1979:  Stella Adjamé
- 1980:  ASEC Mimosas
- 1981:  Stella Adjamé
- 1982:  Africa Sports
- 1983:  Africa Sports
- 1984:  Stella Adjamé
- 1985:  Africa Sports
- 1986:  Africa Sports
- 1987:  Africa Sports
- 1988:  Africa Sports
- 1989:  Africa Sports
- 1990:  ASEC Mimosas
- 1991:  ASEC Mimosas
- 1992:  ASEC Mimosas
- 1993:  ASEC Mimosas
- 1994:  ASEC Mimosas
- 1995:  ASEC Mimosas
- 1996:  Africa Sports
- 1997:  ASEC Mimosas
- 1998:  ASEC Mimosas
- 1999:  Africa Sports
- 2000:  ASEC Mimosas
- 2001:  ASEC Mimosas
- 2002:  ASEC Mimosas
- 2003:  ASEC Mimosas
- 2004:  ASEC Mimosas
- 2005:  ASEC Mimosas
- 2006:  ASEC Mimosas
- 2007:  Africa Sports
- 2008:  Africa Sports
- 2009:  ASEC Mimosas
- 2010:  ASEC Mimosas
- 2011:  Africa Sports
- 2011-2012:  Séwé Sports
- 2012-2013:  Séwé Sports
- 2013-2014:  Séwé Sports
- 2014-2015:  Tanda
- 2015-2016:  Tanda
- 2016-2017:  ASEC Mimosas
- 2017-2018:  ASEC Mimosas
- 2018-2019:  SOA
- 2019-2020:  RC Abidjan
- 2020-21:  ASEC Mimosas
- 2021-22:  ASEC Mimosas
- 2022-23:  ASEC Mimosas
- 2023-24:  San-Pédro
- 2024-25:  Stade d'Abidjan

## Vittorie per squadra
| Squadra               | Vittorie | Anni |
| --------------------- | -------- | --- |
| ASEC Mimosas          | 29       | 1963, 1970, 1972, 1973, 1974, 1975, 1980, 1990, 1991, 1992, 1993, 1994, 1995, 1997, 1998, 2000, 2001, 2002, 2003, 2004, 2005, 2006, 2009, 2010, 2017, 2018, 2021, 2022, 2023 |
| Africa Sports         | 17       | 1967, 1968, 1971, 1977, 1978, 1982, 1983, 1985, 1986, 1987, 1988, 1989, 1996, 1999, 2007, 2008, 2011                                                                         |
| Stade d'Abidjan       | 6        | 1962, 1964, 1965, 1966, 1969, 2025 |
| Stella Adjamé         | 3        | 1979, 1981, 1984 |
| Séwé Sports           | 3        | 2012, 2013, 2014 |
| Onze Frères de Bassam | 2        | 1960, 1961 |
| Tanda                 | 2        | 2015, 2016 |
| Gagnoa                | 1        | 1976 |
| San-Pédro             | 1        | 2024 |
| RC Abidjan            | 1        | 2020 |
| SOA                   | 1        | 2019 |

## Capocannonieri
| Anno    | Capocannoniere            | Squadra         | Reti |
| 1992    | Abdoulaye Traoré          | ASEC Mimosas    | 11   |
| 1993    | Ahmed Ouattara            | Africa Sports   | 13   |
| 1994    | Abdoulaye Traoré          | ASEC Mimosas    | 9    |
| 1995    | John Zaki                 | ASEC Mimosas    | 9    |
| 1996    | Ibé Johnson               | Africa Sports   | 15   |
| 1997    | Tchiressoua Guel          | ASEC Mimosas    | 10   |
| 1998    | Elo Lokpo                 | SOA             | 12   |
| 1999    | Aruna Dindane             | ASEC Mimosas    | 13   |
| 2000    | Habib Tiéhi               | Stade d'Abidjan | 10   |
| 2001    | -                         | -               | -    |
| 2002    | Tony Koutouan             | ASEC Mimosas    | 10   |
| 2003    | -                         | -               | -    |
| 2004    | Abdramane Diaby           | Sabé Sports     | 13   |
| 2005    | Doumbia Seydou            | Denguélé        | 15   |
| 2006    | -                         | -               | -    |
| 2007    | Serge Harman Lebri Ouraga | Bingerville     | 16   |
| 2008    | Gohi Bi Zoro Cyriac       | ASEC Mimosas    | 21   |
| 2009    | -                         | -               | -    |
| 2010    | Adama Bakayoko            | Sabé Sports     | 15   |
| 2011    | Koelly Kévin Zougoula     | Séwé Sports     | 11   |
| 2012    | Koelly Kévin Zougoula     | Séwé Sports     | 13   |
| 2013-14 | Koffi Boua                | ASEC Mimosas    | 13   |
| 2014-15 | Vakoun Issouf Bayo        | Stade d'Abidjan | 13   |
| 2015-16 | Wilfried Yessoh           | Denguélé        | 17   |
| 2016-17 | Aristide Bancé            | ASEC Mimosas    | 13   |
| 2017-18 | William Togui             | Gagnoa          | 23   |
| 2018-19 | Mohamed Sylla             | Gagnoa          | 13   |
| 2019-20 | Aboubacar Doumbia         | SOA             | 10   |
| 2020-21 | Seydou Traoré             | RC Abidjan      | 8    |
| 2022-23 | Diby Beranger             | San-Pédro       | 14   |